# بارك بنجامين سينيور
بارك بنجامين سينيور (بالإنجليزية: Park Benjamin, Sr.)‏ هو محرر وصحفي ومحامي وشاعر أمريكي، ولد في 14 أغسطس 1809، وتوفي في 12 سبتمبر 1864.